# Perlomyia secunda
Perlomyia secunda är en bäcksländeart som först beskrevs av Zapekina-dulkeit 1955.  Perlomyia secunda ingår i släktet Perlomyia och familjen smalbäcksländor. Inga underarter finns listade i Catalogue of Life.